# 県庁バスターミナル (岐阜県)

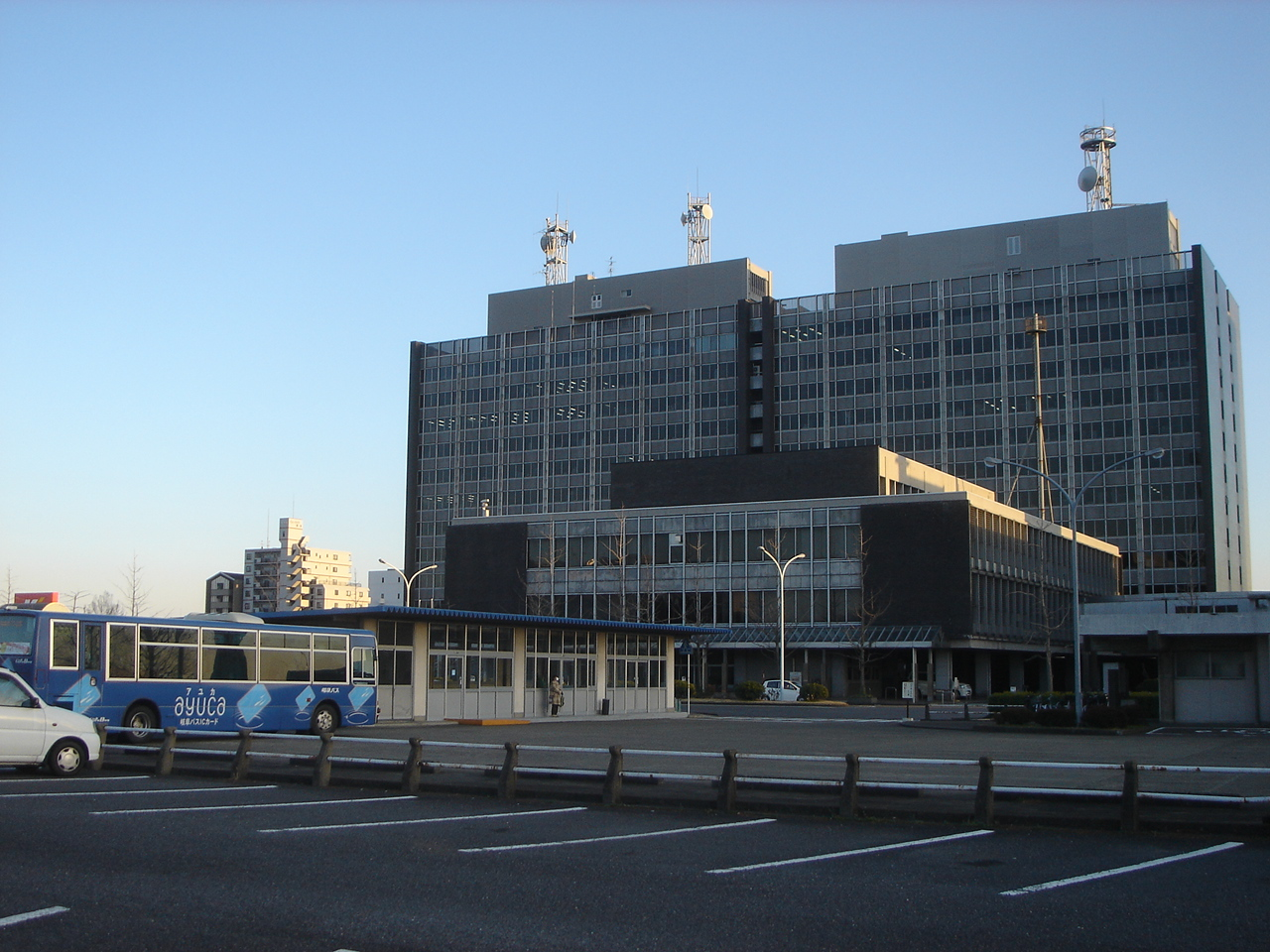
県庁前にあるバスターミナル（2018年解体）

県庁バスターミナル（けんちょうバスターミナル）とは、岐阜県岐阜市にある岐阜バスのバスターミナル。岐阜県庁舎のすぐ西にある。バス停名としては、県庁、県庁前、岐阜県庁前になる。
1966年（昭和41年）、4代目岐阜県庁舎が岐阜市薮田南に完成すると同時に開設されたが、岐阜県庁舎建て替えに伴う職員用立体駐車場建設のため、2018年（平成30年）3月に運用終了し、解体された。その後2023年（令和5年）1月3日までは路上のバス停となっていたが、同年1月4日にに新・岐阜県庁舎（5代目）での業務開始とともに新設されたロータリー内に移転している。

## 概況
2018年までのバスターミナル
- 岐阜県庁舎（4代目）の北西に位置していた。
- 待合室とバス用ロータリーで構成され、1-3番乗場が設定されていたが、1986年（昭和61年）11月1日に東海道本線西岐阜駅（岐阜県庁の北約2km）が開業した影響で、県庁方面のバスの本数・路線が減少。また、1993年（平成5年）県民ふれあい会館完成により、一部の便は県民ふれあい会館まで延長、県庁止まりの便はさらに減少し、末期は実質1箇所の乗り場となり、かつての乗り場の一部はバリアフリー対応に改装された。
- 開設時は岐阜市営バスと岐阜バスが乗り入れていたが、2005年（平成17年）に岐阜市営バスの全路線の岐阜バスへの譲渡が完了し、以降は岐阜バスのみの乗り入れとなった。岐阜バス譲渡後はほぼ全便が県民ふれあい会館行きとなり、県庁バスターミナルは市内線・郊外線で、岐阜市中心地（岐阜駅方面等）へ向かう路線専用となり、県民ふれあい会館行きのバス停、は隣接した道路上に設置されていた。
- ふれあいバス（岐阜県が運営する無料バス。1993年から2011年まで運行）、西ぎふ・くるくるバス（2007年から県庁へ乗り入れ開始）はバスターミナルには乗り入れず、隣接した道路上にバス停があった。

2023年からのバスターミナル
- 岐阜県庁舎（5代目）に隣接するロータリー内にある。2023年（令和5年）1月4日、岐阜県庁舎（5代目）での業務開始ともに運用開始[2][3]。
- 1・2番乗場がある。
- バスターミナルは岐阜バス専用である。西ぎふ・くるくるバスは乗り入れず、約100m西の路上にバス停がある。

## 路線
2025年4月現在

### 1番のりば
- 【K18】旦の島行き
  - 城南通り・JR岐阜駅・名鉄岐阜駅・西野町・忠節方面
- 【B74】大洞緑団地行き
  - 朝日大学病院・JR岐阜駅・名鉄岐阜駅・北一色・長山方面

### 2番のりば
- 【E32・W32】OKBふれあい会館行き